# Fernando Guillén Cuervo
Fernando María Guillén Cuervo (Barcelona, 11 de marzo de 1963) es un actor, guionista y director de cine español.

## Biografía
Este barcelonés, hijo de los actores catalanes Fernando Guillén y Gemma Cuervo, es el hermano mayor de Cayetana Guillén Cuervo y el pequeño de Natalia Guillén Cuervo.
Comenzó como asistente de dirección teatral en el Teatro Bellas Artes de Madrid, y desde entonces desarrolla una intensa labor profesional como actor tanto en los escenarios como en la pequeña y la gran pantalla.
Su primer papel importante fue como Han en la miniserie El gran secreto (1987/1989).
Junto a Karra Elejalde escribió el guion y dirigió Año mariano (2000), en la cual aparece su padre. Dirigió Los managers (2006) y, en su faceta como guionista, también trabajó en Los novios búlgaros que coprodujo, y Airbag, en la cual tiene papeles protagonistas.
Como actor también ha aparecido películas como El mar y el tiempo, El amante bilingüe, Boca a boca, Los novios búlgaros, You're the One (una historia de entonces), Vorvik o Quantum of Solace.
Ha tenido otras importantes participaciones televisivas, en series como Tirando a dar, Javier ya no vive solo, Sin tetas no hay paraíso, Los misterios de Laura, etc. En 2016 encabeza en reparto de El Caso. Crónica de sucesos.
En teatro ha trabajado en obras como El vergonzoso en palacio, dirigida por Adolfo Marsillach, Julio César (1988), con dirección de Lluís Pasqual o Wilt, de Tom Sharpe (2012).
En las elecciones generales del 20 de noviembre de 2011 apoyó la candidatura del PSOE, encabezada por Alfredo Pérez Rubalcaba.[cita requerida]
Desde 2012 mantuvo una relación sentimental con la actriz Ana Milán, contrayendo finalmente matrimonio en Florida en 2015. En enero de 2016, sin embargo se divorciarían.
En 2023, participó en el reality de HBO Max Traitors España, en el cual fue eliminado, junto a Anna Allen y a manos de Blanca Manchón en el penúltimo programa.

## Filmografía

### Como actor
| Año  | Película                                              | Director                                 |
| ---- | ----------------------------------------------------- | ---------------------------------------- |
| 1984 | Memorias del General Escobar                          | José Escobar                             |
| 1987 | La ley del deseo                                      | Pedro Almodóvar                          |
| 1987 | La señora                                             | Jordi Cadena                             |
| 1989 | El mar y el tiempo                                    | Fernando Fernán Gómez                    |
| 1990 | Boom, boom                                            | Rosa Vergés                              |
| 1990 | Las edades de Lulú                                    | Bigas Luna                               |
| 1991 | La noche más larga                                    | José Luis García Sánchez                 |
| 1992 | Shooting Elisabeth                                    | Baz Taylor                               |
| 1992 | 1492: La conquista del paraíso                        | Ridley Scott                             |
| 1993 | A Business Affair                                     | Charlotte Brandstrom                     |
| 1993 | El laberinto griego                                   | Rafael Alcázar                           |
| 1993 | El amante bilingüe                                    | Vicente Aranda                           |
| 1993 | Havanera 1820                                         | Antonio Verdaguer                        |
| 1993 | Tres palabras                                         | Antonio Giménez-Rico                     |
| 1994 | Alsasua 1936                                          | Helena Taberna                           |
| 1995 | Boca a boca                                           | Manuel Gómez Pereira                     |
| 1996 | Calor... y celos                                      | Javier Rebollo                           |
| 1996 | Corsarios del chip                                    | Rafael Alcázar                           |
| 1997 | Airbag                                                | Juanma Bajo Ulloa                        |
| 1998 | Un buen novio                                         | Jesús R. Delgado                         |
| 1999 | Móvil inmortal (cortometraje)                         | José Luis Barrios Treviño                |
| 1999 | Año mariano                                           | Karra Elejalde y Fernando Guillén Cuervo |
| 2001 | No te fallaré                                         | Manuel Ríos San Martín                   |
| 2001 | Demasiado amor                                        | Ernesto Rimoch                           |
| 2001 | You're the One (una historia de entonces)             | José Luis Garci                          |
| 2001 | Todo menos la chica                                   | Jesús R. Delgado                         |
| 2002 | El caballero don Quijote                              | Manuel Gutiérrez Aragón                  |
| 2002 | El florido pensil                                     | Juan José Porto                          |
| 2002 | Los novios búlgaros                                   | Eloy de la Iglesia                       |
| 2004 | Tiovivo c. 1950                                       | José Luis Garci                          |
| 2005 | Vorvik                                                | José Antonio Vitoria                     |
| 2006 | En busca de la tumba de Cristo                        | Giulio Base                              |
| 2007 | Luz de domingo                                        | José Luis Garci                          |
| 2008 | Pérez, el ratoncito de tus sueños 2                   | Andrés G. Schaer                         |
| 2008 | Quantum of Solace                                     | Marc Forster                             |
| 2008 | Sangre de mayo                                        | José Luis Garci                          |
| 2010 | Balada triste de trompeta                             | Álex de la Iglesia                       |
| 2010 | Clarividencia (cortometraje)                          | Luis María Ferrández                     |
| 2016 | La corona partida (como Gutierre Gómez de Fuensalida) | Jordi Frades                             |

### Como director
| Año  | Película                       | Notas                         |
| ---- | ------------------------------ | ----------------------------- |
| 1999 | Año mariano                    | Codirigida con Karra Elejalde |
| 2006 | Los managers                   |                               |
| 2011 | Vilaj (documental sobre Haití) |                               |

## Televisión

### Series de televisión
| Año              | Título                                                        | Personaje                    | Cadena     | Datos         |
| ---------------- | ------------------------------------------------------------- | ---------------------------- | ---------- | ------------- |
| 1976 - 1977      | La saga de los Rius                                           | Joaquín Rius (Niño)          | TVE        | 1 episodio    |
| 1986             | La comedia dramática española: El día de gloria               | Luis                         | TVE        | 1 episodio    |
| 1986             | Segunda enseñanza                                             |                              | TVE        | 1 episodio    |
| 1986             | Turno de oficio                                               | Nicolás                      | TVE        | 1 episodio    |
| 1987             | El gran secreto (1989)                                        | Han                          | TVE        | 1 episodio    |
| 1991             | La huella del crimen: El crimen de las estanqueras de Sevilla | Fray Antequera               | TVE        |               |
| 1995             | Mar de dudas                                                  |                              | TVE        | 13 episodios  |
| 1995             | A su servicio                                                 |                              | 1 episodio |               |
| 1996             | Oh, Espanya!                                                  | Miguel                       | TV3        | 1 episodio    |
| 2000             | Raquel busca su sitio                                         |                              | TVE        | 2 episodios   |
| 2002 - 2003      | Javier ya no vive solo                                        | Manu Rupérez                 | Telecinco  | 25 episodios  |
| 2006             | Tirando a dar                                                 | Amador                       | Telecinco  | 7 episodios   |
| 2008             | Sin tetas no hay paraíso                                      | Tomás                        | Telecinco  | 28 episodios  |
| 2009; 2011; 2014 | Los misterios de Laura                                        | Jacobo Salgado Sexto         | TVE        | 32 episodios  |
| 2012             | Rescatando a Sara                                             | Javier Preciado              | Antena 3   | 2 episodios   |
| 2014             | Isabel                                                        | Gutierre Gómez de Fuensalida | TVE        | 13 episodios  |
| 2015             | Seis hermanas                                                 | Don Aurelio Buendía          | TVE        | 2 episodios   |
| 2016             | El Caso: Crónica de sucesos                                   | Jesús Expósito               | TVE        | 13 episodios  |
| 2017             | El Ministerio del Tiempo                                      | Duque de Lerma               | TVE        | 1 episodio    |
| 2017 - 2021      | Servir y proteger                                             | Elías Guevara Martos         | TVE        | 790 episodios |

### Programas de televisión
| Año  | Programa                           |
| ---- | ---------------------------------- |
| 1989 | Primera función: Champagne complex |
| 1989 | La leyenda del cura de Bargota     |
| 2000 | Gioco di specchi                   |
| 2001 | Estudio 1: Calígula                |
| 2004 | Amb el 10 a l'esquena              |
| 2005 | Mis estimadas víctimas             |
| 2014 | Abre los ojos y mira               |
| 2018 | Bailando con las estrellas         |
| 2023 | Traitors España                    |

## Candidaturas
Premios Anuales de la Academia "Goya"
| Año  | Categoría                                 | Película    | Resultado |
| ---- | ----------------------------------------- | ----------- | --------- |
| 1995 | Mejor interpretación masculina de reparto | Boca a boca | Candidato |

Premios Feroz
| Año  | Categoría                             | Serie                       | Resultado |
| ---- | ------------------------------------- | --------------------------- | --------- |
| 2016 | Mejor actor protagonista de una serie | El Caso: Crónica de sucesos | Nominado  |